# Johnstown (County Kilkenny)
Johnstown (irisch Baile Sheáin, früher: Coorthafooka, irisch Cúirt an Phúca) ist ein Dorf im County Kilkenny im mittleren Süden der Republik Irland und hat 450 Einwohnern nach der Volkszählung 2022.

## Lage
Johnstown liegt im Westen des County Kilkenny. Der Fluss Goul fließt im Nordwesten der Siedlung. Die M8 führt von Dublin kommend nach Cork im Westen an der Ortschaft vorbei. In Johnstown selbst kreuzen sich die R435 nach Rathdowney, die R502 nach Templemore und die R639 nach Urlingford und nach Durrow.

## Sehenswürdigkeiten
- Saint Kieran’s Chapel
- Saint Mary’s Church, 1796 errichtet
- Foulkscourt Castle und Foulkscourt House, knapp 2 Kilometer nordwestlich des Ortskerns

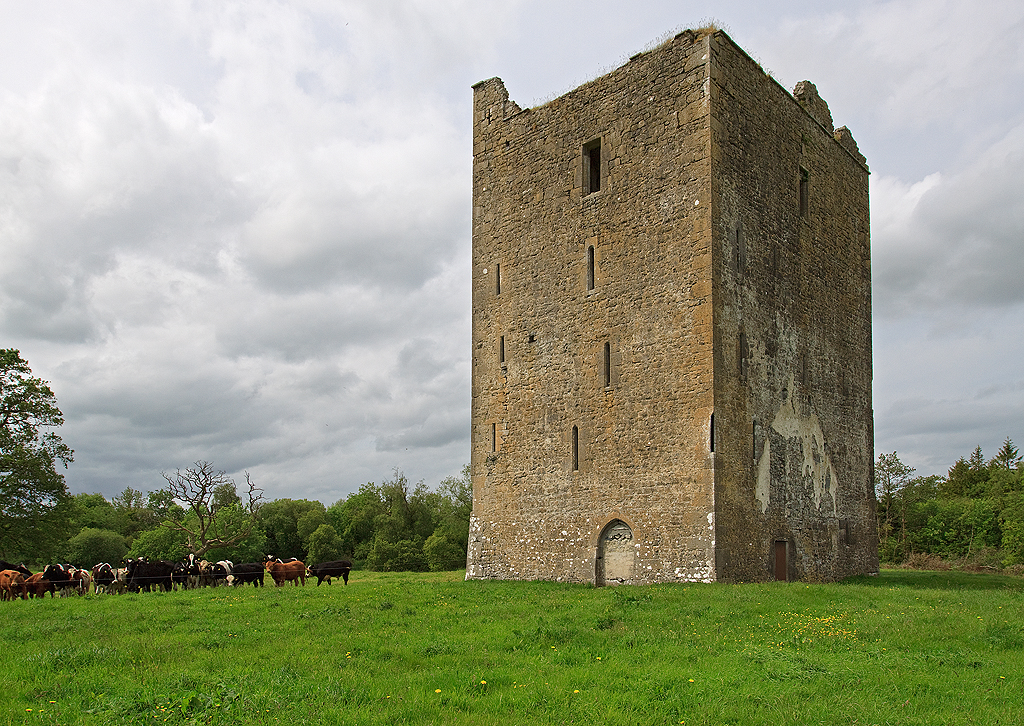
Foulkscourt Castle
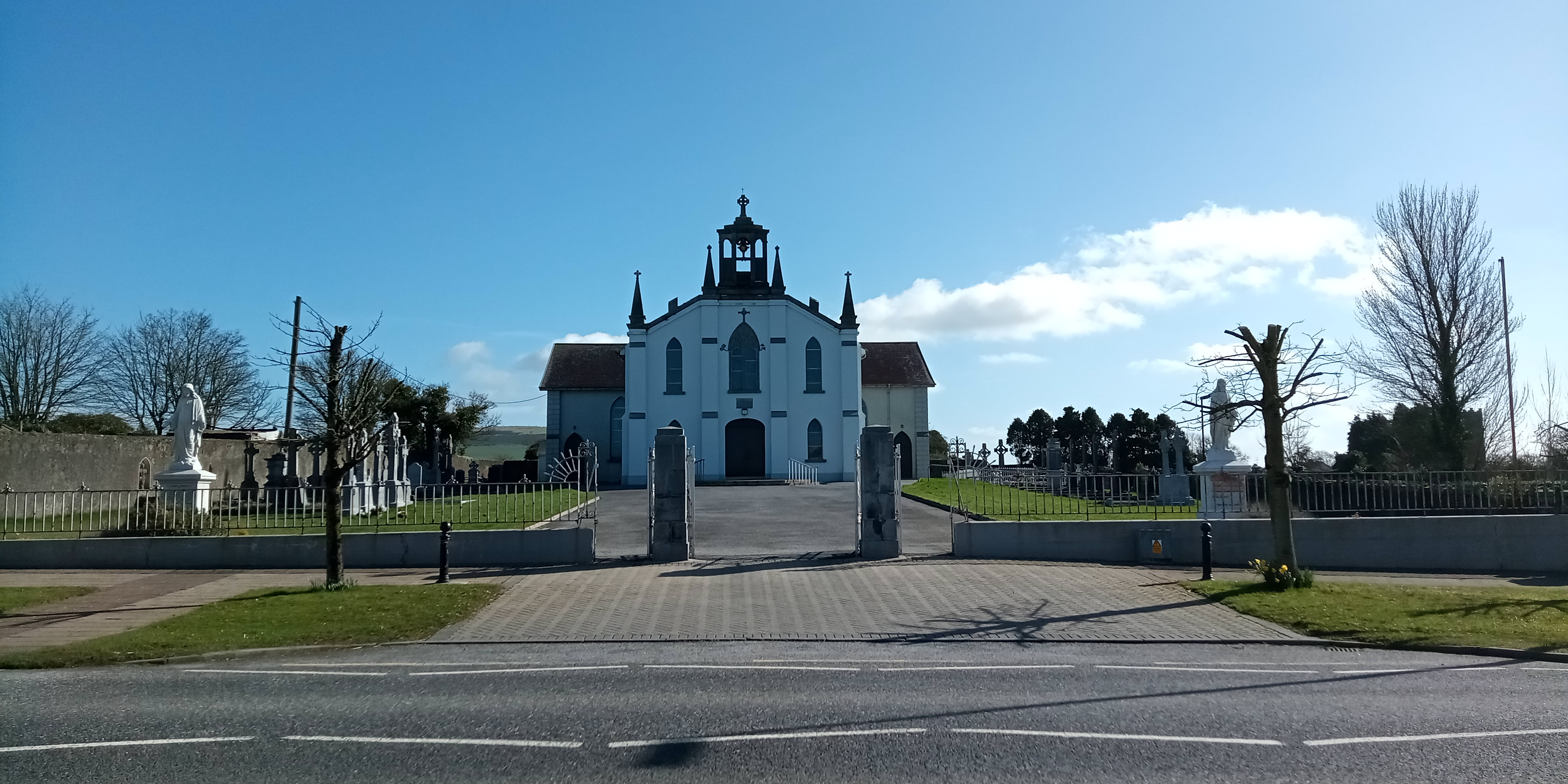
St. Kieran’s Chapel
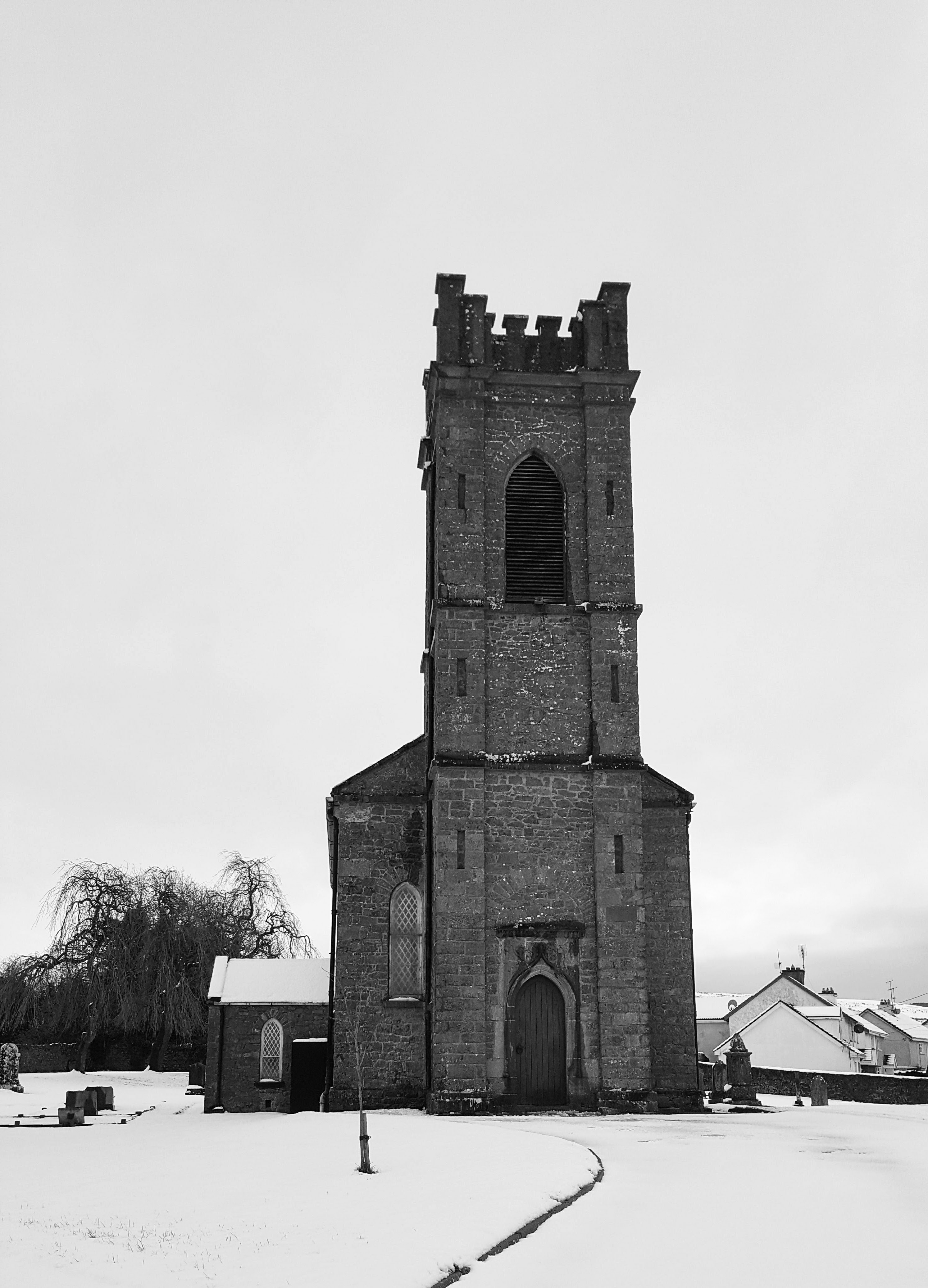
Saint Mary’s Church

## Persönlichkeiten
- Patrick Phelan (Bischof) (1856–1925), Bischof von Sale